# 杨雪
杨雪（1978年10月16日—），北京人，中国大陆女演员。毕业于北京电影学院99级表演系。因出演《小鱼儿与花无缺》江玉燕一角色而被人熟知。2010年4月，公开证实已于三个月前怀孕。

## 作品

### 电影
- 2000年《你会爱上陌生人吗》
- 2000年《说好不分手》
- 2003年《一百万》 饰演：鸽子（美国纽约国际独立电影节最佳外语片奖）
- 2014年《西藏天空》 饰演：杨谨
- 2014年《黃金時代》 饰演：许粤华
- 2024年《圓月彎刀鴻蒙初始》(網絡電影，2012年拍攝) 飾演：青青

### 电视剧
- 2001年《非你不可》饰演：苏严
- 2001年《爱在生死边缘》饰演：武咪咪
- 2002年《血荐轩辕》饰演：司马娉婷
- 2002年《中国足球》饰演：维多利亚
- 2003年《尘封迷案》饰演：苏雨童
- 2003年《变脸》饰演：舒小凡
- 2004年《小鱼儿与花无缺》饰演：江玉燕
- 2004年《蝴蝶飞飞》饰演：钟小印
- 2004年《我拿什么爱你》饰演：如云
- 2004年《浪淘沙》饰演：蓝透透
- 2004年《魔界之龙珠》饰演：叶小蝶
- 2005年《明天我不是羔羊》饰演：姜羽菲
- 2006年《北极光》饰演：夏之星
- 2006年《直插金三角》（又名《跨国新娘》）饰演：罕静
- 2006年《情系浦江》（又名《纯白之恋》）饰演：林惜妍
- 2006年《天国战士》
- 2006年《真情无限之继母》饰演：黄笑笑（整容前）
- 2007年《聊斋Ⅱ之莲香》饰演：莲香
- 2007年《团委书记》饰演：赵书琪
- 2007年《幸福里九号》饰演：于媛媛
- 2007年《谁懂我的心》饰演：方小雨
- 2007年《纯白之恋》饰演： 林希妍
- 2008年《共和国1949》（又名《风云1949》）饰演：杜丽
- 2008年《人间正道是沧桑》饰演：林娥
- 2009年《男儿本色》饰演：布尼达春
- 2009年《活佛济公》饰演：狐仙白灵
- 2009年《生死记忆》饰演：叶苇
- 2009年《烟雨斜阳》饰演：江映红
- 2010年《万历首辅张居正》饰演：玉娘
- 2011年《槍炮侯》飾演：阿爾薩蘭
- 2012年《活佛濟公3》飾演：狐仙白靈
- 2014年《雪豹坚强岁月》客串出演：小林惠子
- 2015年《永不褪色的家园》（2012年拍攝） 飾演：沈俊香
- 2015年《暴雨将至》飾演：何如是
- 2016年《百炼成爹》
- 2016年《信者无敌》飾演：王雁
- 2016年《无名者》饰演：舒雁（客串）
- 2017年《逆袭之星途璀璨》（客串，第二集）
- 2018年《向前一步是幸福》飾演：苏依尘
- 2020年《我爱北京天安门》（特別出演）飾演：杨静榕
- 2021年《乔家的儿女》 饰演：文母
- 2024年《仙剑四》（網絡劇）飾演： 婵幽
- 2024年《大唐狄公案》（網絡劇） 饰演：蔦兒
- 待播中《玉茗茶骨》（網絡劇） 饰演：韩氏
- 待播中《皓衣行》（網絡劇）